# Де Аро, Эван
Эван Фрэнсис де Аро (англ. Evan Francis de Haro; 28 сентября 2002) — гибралтарский футболист, полузащитник клуба «Бруно’с Мэгпайс» и сборной Гибралтара.

## Биография

### Клубная карьера
Воспитанник клуба «Линкольн Ред Импс», единственный матч за основной состав которого сыграл 18 мая 2019 года, полностью проведя на поле заключительный матч чемпионского для «Линкольн Ред Импс» сезона 2018/19 против «Монс Кальп». Сезон 2019/20 провёл с молодёжной командой испанского клуба «Альхесирас». В 2020 году вернулся в Гибралтар, став игроком клуба «Европа», но в его составе также сыграл только один матч. В феврале 2021 года был отдан в аренду на полгода в «Бруно’с Мэгпайс». После окончания аренды, подписал с клубом полноценный контракт, но летом того же года поступил в Университет Центрального Ланкашира в Великобритании и продолжил карьеру в местном любительском клубе «Ланкастер Сити».

### Карьера в сборной
Выступал за сборные Гибралтара всех возрастов, был капитаном молодёжной сборной. Дебютировал за основную сборную Гибралтара 11 октября 2023 года в товарищеском матче со сборной Уэльса, заменив на 64-й минуте Итана Джолли.

## Баскетбол
В 2018 году выступал за юношескую сборную Гибралтара на чемпионате Европы до 16 лет, на котором занял последнее место.

## Достижения
«Линкольн Ред Импс»
- Чемпион Гибралтара: 2018/19